# John Shires
John W. Shires (?, 1851 – ?, 1925. szeptember 23.) angol nemzetközi labdarúgó-játékvezető. Polgári foglalkozása kereskedő. Fia, Edward a bécsi Vienna Cricket and Football-Club és az MTK labdarúgója volt.

## Pályafutása
Ő vezette 1902. október 12-én a magyar labdarúgó-válogatott első mérkőzését. A játékvezető-küldés a kornak megfelelően meghívásos alapon történt. Shires jól ismerte a szabályokat, több barátságos mérkőzést vezetett. Az etikai szabályoknak megfelelően a hazai szövetségnek volt joga bírót megnevezni. Az Osztrák labdarúgó-szövetség felkérésére vállalta a találkozó levezetését.  A játéktér a Práterbeli WAC-pálya volt. Ez volt az osztrákok második válogatott mérkőzése.

## Statisztika

### Nemzetközi válogatott mérkőzése
| #  | Dátum             | Helyszín        | Hazai    | Eredmény | Vendég       | Kiírás     | Gólok | Esemény |
| -- | ----------------- | --------------- | -------- | -------- | ------------ | ---------- | ----- | ------- |
| 1. | 1902. október 12. | Bécs, WAC-pálya | Ausztria | 5 – 0    | Magyarország | barátságos | -     |         |
|    | Összesen          |                 |          | 1        | mérkőzés     |            |       |         |